# Retraite par points
 (février 2020).
Un système de retraite par points fait partie de la famille des retraites par répartition. Dans ce système, les retraites ne sont pas calculées en fonction d’un revenu de références, mais sur l'ensemble des points accumulés durant la vie.

## Allemagne
Le régime général du premier pilier du système de retraite allemand est financé majoritairement par des cotisations et géré de manière paritaire. Depuis 1992, les cotisants acquièrent des points sur la base d'un point par an pour le paiement de cotisations correspondant à une année pleine au salaire moyen. L'assuré ne peut pas accumuler plus de deux points par an. La pension est calculée en multipliant le nombre de points par un facteur qui dépend du land ; elle dépend toutefois d'autres paramètres comme le nombre d'années de cotisations.

## France
La plupart des régimes obligatoires sont en annuité mais il existe quelques régimes à points comme celui des professions libérales (CNAVL) et des non-salariés agricoles (MSA). Ce fut aussi le cas pour les régimes des indépendants avant 1973.
Plusieurs régimes complémentaires fonctionnent à points comme celui des salariés (Agirc-Arrco), celui des non-salariés agricoles ou encore celui des agents non titulaires de l'Etat et des collectivités publiques (Ircantec).
Le retraite additionnelle de la fonction publique est également un système à points.

### Projet des années 2005-2020

#### Reprise par le candidat à la présidentielle Macron d'un projet d'économistes français
Vers la fin de l'année 2016, Emmanuel Macron accompagné de Philippe Martin et de David Amiel cherchent à enrichir le programme présidentiel auprès d'experts. C'est ainsi qu'ils rendent visite à Antoine Bozio, le directeur de l'Institut des politiques publiques. Ce dernier, qui a rédigé en 2006 une thèse sur cette problématique sous la supervision de Thomas Piketty, leur parle de ce projet qui, selon un des membres de l'équipe de campagne de Macron, serait « dans la tête de la mouvance sociale libérale proche d'Emmanuel Macron depuis plusieurs années. Philippe Aghion en parle dans son livre Changer de modèle en 2015, et Jean-Pisani-Ferry y a beaucoup réfléchi ». Le candidat Macron se laisse séduire par un projet qui, toujours selon un membre de son équipe de campagne, a « les aspects d'une cathédrale intellectuelle très belle et très pure ». Un groupe de travail est constitué, comprenant l'actuel directeur de cabinet de Jean-Paul Delevoye, Jean-Luc Izard, et celui qui deviendra le conseiller social de l’Élysée, Pierre-André Imbert. Dès cette fin d'années 2016, Alexis Kohler pose la question de l'adjonction ou non à cette réforme d'un « objectif » d'économie. À l'époque, cette question, qui reviendra sur le devant de la scène lorsque le gouvernement voudra faire passer la réforme des retraites fin 2019, n'est pas vraiment cruciale car l'équilibre des retraites n'est pas alors un réel problème.

#### Objectifs selon les économistes promoteurs du projet
Selon ses promoteurs la retraite par points vise plusieurs objectifs : une plus grande égalité, favoriser des carrières plus fluides, « rassurer les jeunes générations et enfin réformer l’État ». A ce propos, Jean-Hervé Lorenzi, François Albouy et Alain Villemur proposent de ne pas s'acharner à vouloir faire rentrer tout le monde dans le système dans un premier temps, mais de se limiter aux deux très grands pôles que sont les retraites des salariés du privé et celles du secteur public, qui représentent 90% de la population.
La retraite par points, telle qu'elle figure dans la réforme de 2019, aurait aussi pour conséquence d'inciter les quelque 300 000 personnes qui perçoivent plus 120 000 euros par an à compléter leur retraite usuelle en recourant à la retraite par capitalisation. En effet, ils ne verseront qu'une cotisation de solidarité sur les montants excédant ce seuil et n'ouvriront pas droit à des prestations de retraite sur eux,.

#### Prise de distance des économistes d'avec le gouvernement sur la façon de l'instaurer
Pour Antoine Bozio, instituer la retraite par points en France suppose de bâtir un consensus à partir notamment de concertations poussées, de plus de pédagogie, et de discussions autour de variantes du projet. Il déplore que cela n'ait pas été fait.